# 呂調羹
呂調羹（1498年—？），字夢卿，號巖埜，山東東昌府濮州備禦所軍籍湖廣嘉魚縣人，明朝政治人物。

## 生平
嘉靖元年（1522年）壬午科山東鄉試第十名舉人。嘉靖八年（1529年）中式己丑科會試第三百五名，登第三甲第七十四名進士。初為江西泰和縣知縣，調曲周。嘉靖十五年丙申年陞任兵部主事，守山海关。

## 家族
曾祖呂必勝；祖父呂忠；父呂端，曾任知縣。母范氏。慈侍下。